# Пустолов пред вратима (ТВ филм)
„Пустолов пред вратима” је југословенски ТВ филм из 1961. године. Режирао га је Звонимир Бајсић а сценарио су написали Звонимир Бајсић и Милан Беговић.

## Улоге
| Глумац            | Улога |
| ----------------- | ----- |
| Златко Црнковић   |       |
| Божидар Смиљанић  |       |
| Фабијан Шоваговић |       |
| Невенка Стипанчић |       |